# Jörg Breiding
Jörg Breiding (né en 1972) est un chef de chœur et enseignant universitaire allemand. Il dirige le Knabenchor Hannover depuis 2002. Il a enseigné à la Musikhochschule Lübeck et a été professeur de direction de chorale à la Folkwang Hochschule.

## Carrière
Né à Hanovre, Breiding a étudié la pédagogie musicale, la pédagogie vocale et l’allemand à la Musikhochschule Hannover. Il a également étudié la chorale et les orchestres auprès de Gerd Müller-Lorenz à Lübeck et de Heinz Hennig à Hanovre. Après un an en tant qu'assistant de Hennig, fondateur du Knabenchor Hannover en 1950, il succéda à Hennig à la direction artistique du chœur de garçons en janvier 2002.
Breiding a enseigné la direction de chœur à la Musikhochschule Lübeck de 1998 à 2005. Il devint ensuite professeur de direction de chœur à la Folkwang Hochschule où il fonda et dirigea le Folkwang Konzertchor et le Folkwang Vokalensemble.
Breiding a collaboré en Allemagne et à l'international avec des ensembles tels que Concerto Palatino, London Brass, Barockorchester L'Arco, Hannoversche Hofkapelle, Leipziger Barockorchester, Musica Alta Ripa, Ensemble Resonanz (de), l'Orchestre philharmonique de la NDR et l'Orchestre symphonique de Nuremberg, entre autres.
En 2019, Breiding a dirigé Knabennchor Hannover en chantant de nouveaux arrangements de chansons folkloriques écrites pour la chorale et le quintet de Canadian Brass, lors d'une série de concerts au Centre de congrès de Hanovre (de) et lors de festivals d’été tels que le festival Rheingau Musik dans le cadre d’un programme pour un nouveau CD.

## Enregistrements
Breiding dirigea des productions radiophoniques pour NDR, WDR et MDR, et réalisa plusieurs enregistrements, dont le premier enregistrement mondial de musique sacrée d'Andreas Hammerschmidt, intitulé Verleih uns Frieden - Geistliche Vokalmusik von Andreas Hammerschmidt avec les ensembles vocaux Himlische Cantorey et Johann-Rosenmüller. Cet enregistrement et un CD de nouvelles cantates pour l'année liturgique, Glaubenslieder - Neue Kantaten zum Kirchenjahr, ont été récompensés par l'ECHO Klassik dans la catégorie enregistrement choral de l'année.
Parmi les enregistrements avec Breiding, on trouve plusieurs œuvres chorales du label Rondeau Production (de)  à Leipzig, y compris :
- Andreas Hammerschmidt - Verleih uns Frieden, 2005
- John Rutter - Magnificat, Bruder Heinrichs Weihnachten, 2007
- Actus tragicus - Kantaten und Motetten auf Weg zu Johann Sebastian Bach, 2008
- Dietrich Buxtehude - Membra Jesu Nostri, 2008
- Glaubenslieder - Neue Kantaten zum Kirchenjahr, 2009
- Michael Praetorius - Michaelisvesper, 2009
- Harald Weiss - Requiem, 2010
- Gloria in excelsis Deo - Advents- und Weihnachtslieder mit Knabenchor Hannover und Sätze von Siegfried Strohbach, 2012
- Knabenchor Hannover - Portrait-CD, 2012
- Folkwang Vokal - Vokalmusik vom Frühen Mittelalter bis zur Gegenwart. Folkwang CD Edition, Essen 2012
- Christmas Carols - Festliche Musik zur Weihnachtszeit, 2014
- Johann Sebastian Bach - Markuspassion (BWV 247). Rekonstruktion von Simon Heighes (1995) 2014
- Johann Rosenmüller - Marienvesper, 2015